# ساو جوزيه دو ريو بريتو

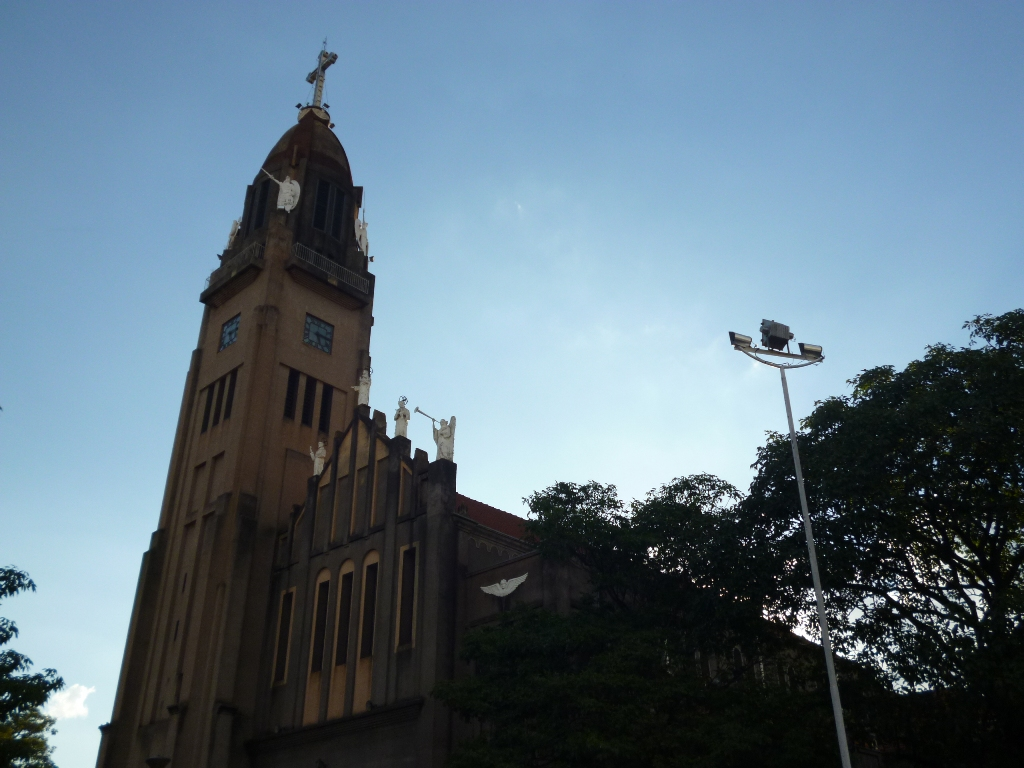
أحد معالم مدينة جوزيه دو ريو بريتو.

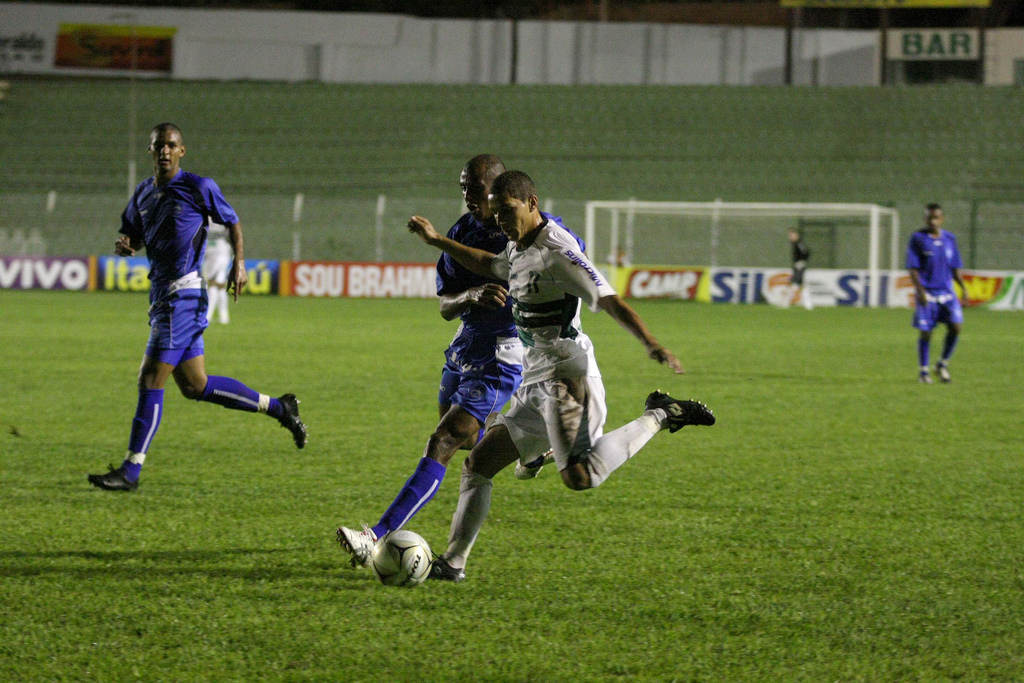
أحد الأنشطة الرياضية في ساو جوزية دو ريو بريتو.

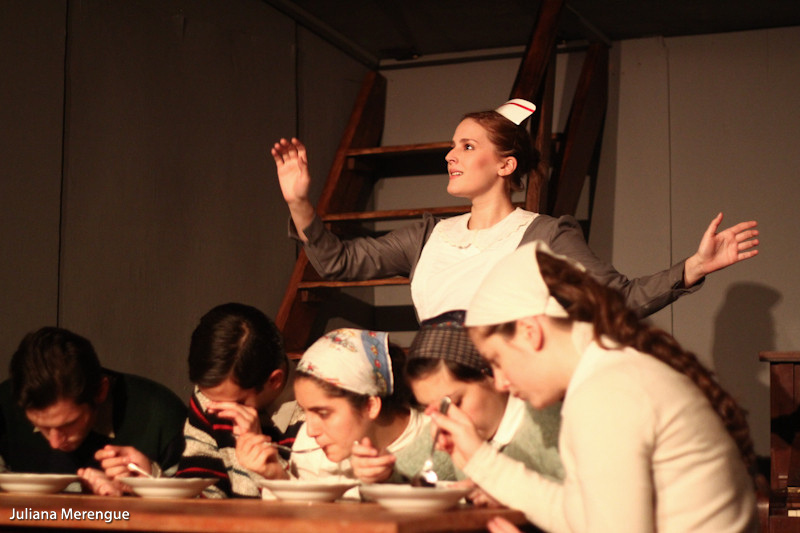
إحدى المهرجانات في المعرض

ساو جوزية دو ريو بريتو او ساو خوسيه دو ريو بريتو (بالبرتغالية: São José do Rio Preto‏) ، هي مدينة برازيلية تابعة لولاية ساو باولو ، يبلغ عدد سكانها نحو 408,258 نسمة.

## أعلام
- زيغمار أنتونيو مارتينز
- لوان فييرا
- ويلينغتون كلايتون غونسالفيس دوس سانتوس
- كليبر إدواردو أرادو
- تياجو ألفيس

## وصلات خارجية
- (بالبرتغالية) Prefecture's Official Site
- (بالبرتغالية) UNESP/Ibilce - State University
- (بالبرتغالية) Satellite images of Rio Preto
- (بالبرتغالية) Airclub of Rio Preto
- (بالبرتغالية) Newspaper Diário da Região
- (بالبرتغالية) Newspaper Bom Dia